# Grindhouse
Grindhouse er en amerikansk filmantologi fra 2007, instrueret af Robert Rodriguez og Quentin Tarantino. Robert Rodriguez' bidrag hedder Planet Terror mens Tarantinos har fået titlen Death Proof. I USA blev de to film samt en række falske film-trailers udsendt samlet, med en total-længde på 191 minutter. Oprindeligt var det også planen at udsende dem således i resten af verden, men da Grindhouse floppede stort i Amerika, valgte man i stedet at splitte dem op. Quentin Tarantino og Robert Rodriguez fik deres respektive film klippet om, så de i Europa, og altså også i Danmark, findes som to separate spillefilm. 
Dermed blev en række af de falske film-trailers også udklippet. Kun traileren til den ikke-eksisterende film Machete med Danny Trejo blev udsendt sammen med Planet Terror. De resterende trailers er: Werewolf Women of the SS (med Nicolas Cage, Udo Kier og Sybil Danning), Don't (med Simon Pegg) og Thanksgiving (med Michael Biehn og Eli Roth). Dog er Machete udkommet med Danny Trejo i 2010.

## Death Proof
Death Proof er filminstruktøren Quentin Tarantinos bidrag til fællesprojektet. Filmen er en hyldest til Grindhouse-filmene fra 60'erne og 70'erne. Filmens handling udspiller sig i henholdsvis Texas og Tenessee, hvor man følger to forskellige grupper af piger der er på bytur. De ved dog ikke at de bliver forfulgt af den koldblodige og kæphøje Stuntman Mike (spillet af Kurt Russell) som terroriserer landevejene i sin potente og lynhurtige racer.Tarantino optræder i øvrigt også selv i Death Proof som en lokal bartender.

## Grindhouse-begrebet
Grindhouse-begrebet er ikke videre kendt udenfor USA. Grindhouse er betegnelsen for de specielle typer amerikanske biografer, fra 60'erne og 70'erne, hvor publikum kunne se to lavbudget-film for éns pris. Og hvilke film. – Filmene var ofte meget voldelige, og nøgleordene var blod, action, sex og andre chokerende elementer. Biografernes popularitet skyldtes Hollywoods strenge censur. Filmene som blev vist i Grindhouse-biograferne var nemlig lavet direkte hertil. Filmproducenterne var uafhængige og dermed ikke underlagt Hollywoods censur. Grindhouse filmene kæmpede side om side med Drive-in biograferne, der primært viste mainstream film. Grindhouse-biograferne og genren uddøde i starten af 80'erne, da hjemmevideoen med Betamax og VHS overtog markedet.

## Medvirkende
Planet Terror:
- Freddy Rodríguez ...         El Wray
- Michael Biehn ...            Sheriff Hague
- Stacy Ferguson ...           Tammy
- Bruce Willis ...             Lt. Muldoon
- Rose McGowan ...             Cherry Darling
- Josh Brolin ...              Dr. William Block
- Quentin Tarantino ...        The Rapist
- Marley Shelton ...           Dr. Dakota Block

Death Proof:
- Kurt Russell ...             Stuntman Mike
- Rosario Dawson ...           Abernathy
- Mary Elizabeth Winstead ...  Lee
- Zoë Bell ...                 Zoe
- Vanessa Ferlito ...          Arlene
- Quentin Tarantino ...        Warren
- Sydney Tamiia Poitier ...    Jungle Julia
- Eli Roth ...                 Dov

De falske film-trailers:
- Nicolas Cage ...             Fu Manchu ("Werewolf Women of the SS")
- Udo Kier ...                 Franz Hess ("Werewolf Women of the SS")
- Sheri Moon Zombie ...        Eva Krupp ("Werewolf Women of the SS")
- Jason Isaacs ...             Bearded Man ("Don't")
- Simon Pegg ...               Bearded Cannibal ("Don't")
- Eli Roth ...                 Tucker ("Thanksgiving")
- Danny Trejo ...              Machete ("Machete")
- Cheech Marin ...             Padre Benicio Del Toro ("Machete")

## Eksterne Henvisninger
- Grindhouse på Internet Movie Database (engelsk)
- Grindhouse på AlloCiné (fransk)
- Grindhouse på MovieMeter (nederlandsk)
- Grindhouse på AllMovie (engelsk)
- Grindhouse hos American Film Institute (engelsk)
- Grindhouse hos British Film Institute (engelsk)
- Grindhouse på Turner Classic Movies (engelsk)
- Grindhouse på The Movie Database (engelsk)
- Grindhouse på Rotten Tomatoes (engelsk)
- Grindhouse på Metacritic (engelsk)